# 陶德曼
陶德曼，全名為奧斯卡·保羅·陶德曼（德語：Oskar Paul Trautmann，1877年5月7日—1950年12月10日），德國外交官，1877年5月7日出生於德國勃兰登堡州施普伦贝格附近的村庄斯特拉多（Stradow），1935年～1938年任德國駐華大使，曾在中日戰爭初期居中調停。

## 生平
1904年陶德曼法律專業畢業後即工作于柏林的德國外事部門，1907-1914年德國駐聖彼德堡副領事，1921年任德國駐神戶總領事，次年任德國駐日本大使助理。1924年任德國駐日大使館臨時代辦，1926-1931年返回柏林工作，1931年冬在北平任駐華公使，1935年使館升格後赴南京任駐華大使。在中日戰爭初期居中調停，失敗後不久被召回德國，1942年退休。1950年12月10日在布蘭登堡邦科特布斯東郊的小鎮施利肖（Schlichow）逝世。